# Hylocereus monacanthus
A Hylocereus monacanthus egy széles elterjedésű, de ritkán termesztett epifita kaktusz. Az új rendszerek értelmében sok, korábban önálló alak gyűjtőfaja lett.

## Elterjedése és élőhelye

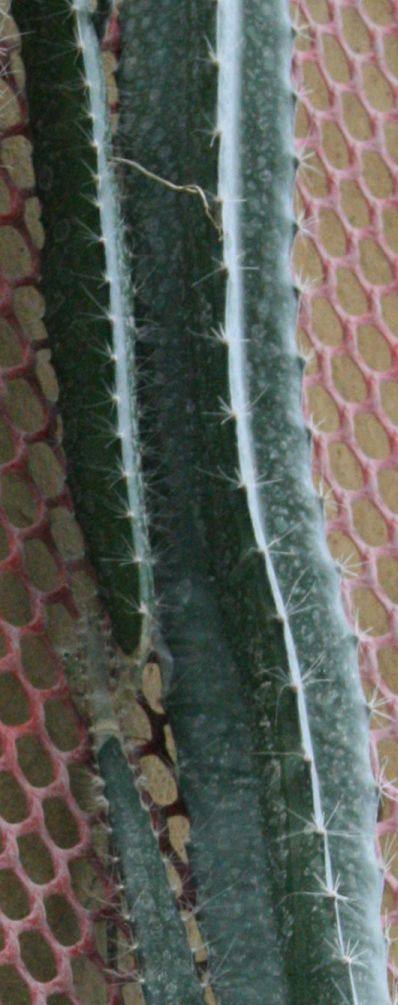
Hylocereus monacanthus hajtása

Kolumbia, Panama, Costa Rica, Ecuador, Guyana, Nicaragua, Suriname, Trinidad és Tobago, Venezuela és Peru; a tengerszinttől 2000 m tengerszint fölötti magasságig.

## Jellemzői
Zöld, háromszögletes hajtású epifita, a hajtások élei konkávok. Areolái 30 mm távolságban fejlődnek, 1-2 tövist hordoznak, melyek tövükön vaskosak, merevek. Virágai tölcsér formájúak, 280 mm hosszúak, 170 mm átmérőjűek, fehérek, belsejük rózsaszínű. A külső szirmok kicsik, zöldesek, a belsők fehérek, a porzók fehérek, a bázisukon rózsaszínűek, a bibe sárga, a bibe lobusai néha bevágottak. Termése bogyó.

## Rokonsági viszonyai
A Hylocereus subgenus tagja.
Ebbe a fajba vonták össze a korábban elkülönített Hylocereus estebanensis, lemarei, peruvianus, polyrhizus, scandens és venezuelensis taxonokat is.